# Claire Bonenfant
Pour les articles homonymes, voir Bonenfant.
Claire Bonenfant est une militante féministe québécoise née à Saint-Jean, île d'Orléans le 27 juin 1925 et décédée le 29 septembre 1996. 

## Biographie
Claire Bonenfant est la fille du Dr Alphonse Bonenfant et de Georgia Pouliot, et la sœur de Jean-Charles Bonenfant, journaliste. Elle a épousé Guy Pouliot, qui fut président du Rassemblement pour l'indépendance nationale.
Elle a une formation technique de libraire et travaille dans ce domaine de 1965 à 1978. 
Dès les années 1970, elle s'implique auprès de la Fédération des femmes du Québec ainsi que pour l'indépendance du Québec. Elle figure parmi les personnes injustement arrêtées au cours de la crise d'octobre 1970. 
Claire Bonenfant a été présidente du Conseil du statut de la femme de 1978 à 1984. C'est à ce titre qu'elle élabore, avec la ministre Lise Payette, la première politique en condition féminine du gouvernement du Québec. Sous sa présidence naît en 1979 la Gazette des femmes, magazine destiné aux Québécoises pour leur présenter les enjeux féministes et touchant les femmes. Elle crée aussi les bureaux régionaux du Conseil du statut de la femme, afin de créer une solidarité nationale tout en reconnaissant les particularités régionales, et a un souci de resserrer les liens entre le Conseil des groupes de femmes.  
De 1984 à 1989, elle est commissaire à la Régie du cinéma du Québec. En 1989 jusqu'à sa mort en 1996, elle préside le Salon du livre de Québec. 
Toujours proche du mouvement féministe, elle devient vice-présidente de la Fédération des femmes du Québec au début des années 1990. En 1993, elle occupe pendant quelques mois le poste de titulaire de la Chaire sur la condition des femmes de l'Université Laval. 
En 1997, cette Chaire deviendra la Chaire Claire-Bonenfant sur la condition des femmes, puis en 2010 la Chaire Claire-Bonenfant - Femmes, Savoirs et Sociétés, pour honorer sa mémoire. La Ville de Québec a nommé une rue en son honneur. Le gouvernement du Québec a aussi remis, de 1997 à 2005, le Prix Claire-Bonenfant pour honorer un groupe ou une personne qui fait la promotion des valeurs démocratiques.
Le fonds d’archives Claire Bonenfant (P909) est conservé au centre d’archives de Québec de Bibliothèque et Archives nationales du Québec.

## Distinctions
- 1991 - Chevalier de l'Ordre national du Québec

## Hommages
- La rue Claire-Bonenfant a été nommée en son honneur dans la ville de Québec en 2010.
- Une plaque "Ici vécut de la ville de Québec est présente au 889, rue Richelieu, en son honneur, pour indiquer son ancien lieu de résidence.

### Filmographie
- 1976 - De femme en fille